# Bactrocythara
Bactrocythara é um gênero de gastrópodes pertencente a família Mangeliidae.

## Espécies
- Bactrocythara agachada Rolán, Otero-Schmitt & Fernandes, 1994
- Bactrocythara asarca (Dall & Simpson, 1901)
- †Bactrocythara ascara (W.H. Dall & C.T. Simpson, 1900)
- Bactrocythara candeana (d'Orbigny, 1847)
- Bactrocythara cryera (Dall, 1927)
- Bactrocythara haullevillei (Dautzenberg, 1912)
- Bactrocythara labiosa (Smith E. A., 1872)
- †Bactrocythara obtusa (R.J.L. Guppy, 1896)

Espécies trazidas para a sinonímia
- Bactrocythara thielei J. Knudsen, 1952: sinônimo de Bactrocythara labiosa (E.A. Smith, 1872)